# Sainte-Pazanne
Sainte-Pazanne ist eine französische Gemeinde mit 7209 Einwohnern (Stand: 1. Januar 2022) im Département Loire-Atlantique in der Region Pays de la Loire. Sie gehört zum Arrondissement Nantes und zum Kanton Machecoul-Saint-Même. Die Einwohner werden Pazenais(es) genannt.

## Geografie
Sainte-Pazanne liegt etwa 28 Kilometer südwestlich von Nantes. Umgeben wird Sainte-Pazanne von den Nachbargemeinden Port-Saint-Père im Norden, Saint-Mars-de-Coutais im Osten, Machecoul-Saint-Même im Süden und Südosten, Villeneuve-en-Retz im Süden und Südwesten sowie Saint-Hilaire-de-Chaléons im Westen.

## Bevölkerungsentwicklung
| Jahr      | 1962 | 1968 | 1975 | 1982 | 1990 | 1999 | 2006 | 2017 |
| Einwohner | 2439 | 2527 | 2645 | 2940 | 3159 | 3448 | 4758 | 6774 |

## Sehenswürdigkeiten
- neolithischer Dolmen de la Salle des Fées, seit 1889 Monument historique
- Kirche Notre-Dame, zwischen 1877 und 1898 erbaut, Monument historique seit 2007
- Kapelle Notre-Dame des Écomard, Friedhofskapelle aus dem Jahr 1874, gestiftet von der Familie Écomard
- Schloss Durasserie, frühere Abtei aus dem 12. Jahrhundert, in Herrenhaus im 16. Jahrhundert umgewandelt
- Schloss Moulin Henriet
- Schloss Favrie aus dem 18. Jahrhundert
- Schloss Ennerie aus dem 18. Jahrhundert
- Schloss der Ardennen aus dem Jahr 1763/64
- Gerichtshaus aus dem 18. Jahrhundert
- Herrenhaus Plauderie aus dem 18. Jahrhundert
- Herrenhaus Glycinnes, erbaut 1860
- Haus Sainte-Anne aus dem Jahr 1890

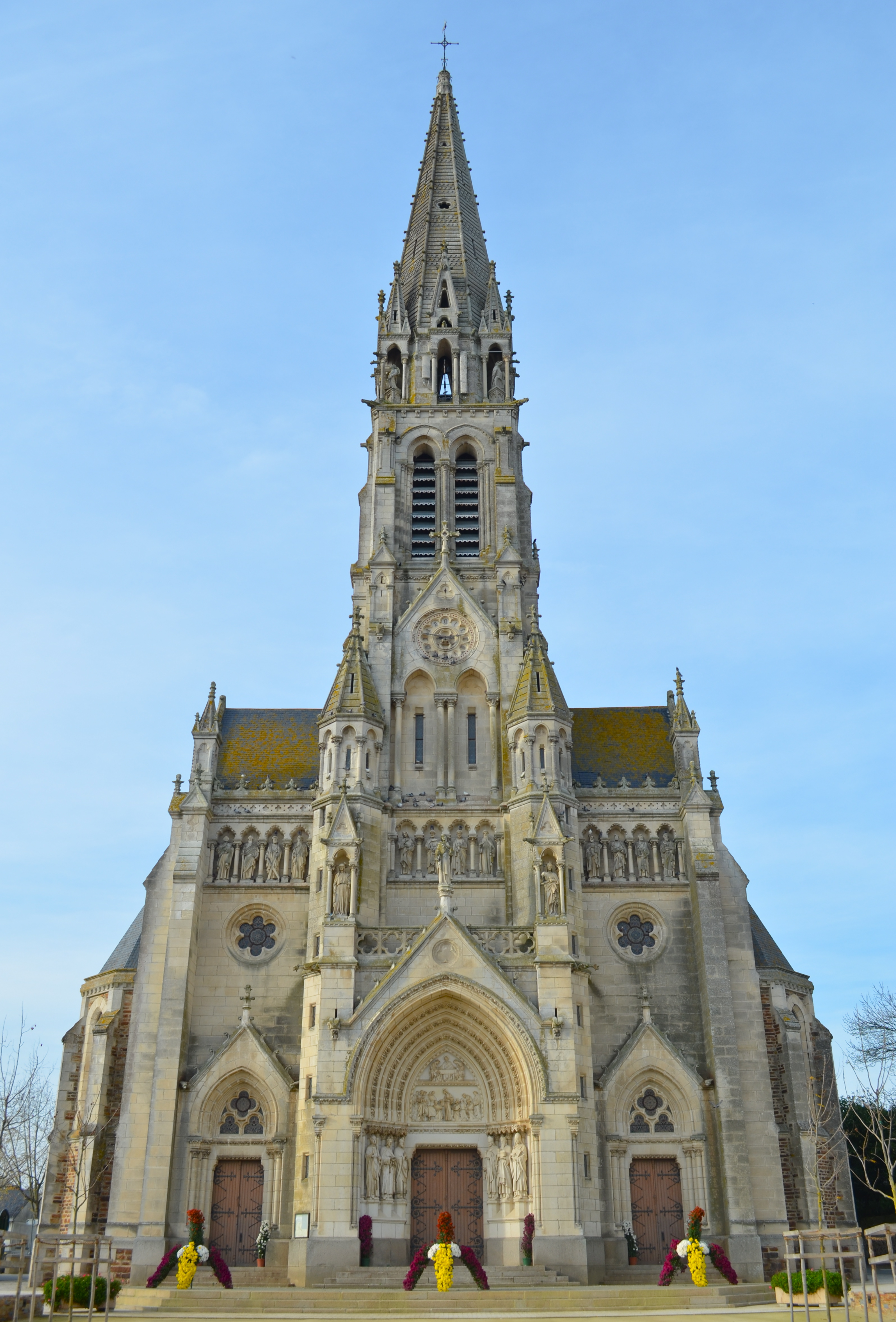
Kirche Notre-Dame

- Empfangsgebäude des Bahnhofs

## Gemeindepartnerschaften
Mit der deutschen Gemeinde Mertingen in Schwaben (Bayern) und der britischen Gemeinde Harrold in Bedfordshire (England) bestehen Partnerschaften.

## Verkehr
Sainte-Pazanne liegt an der Bahnstrecke Nantes–Saint-Gilles-Croix-de-Vie und wird im Regionalverkehr von TER-Zügen bedient. Es ist außerdem Ausgangspunkt der Bahnstrecke nach Pornic.